# Lövnäs, Hammarö
Lövnäs är ett område på Hammarön i Hammarö kommun, Värmland. Området är beläget vid Hammarösjöns södra strand (Hammaröns nordkust). Hammarösjön är en vik av Vänern öster om Klarälvens delta.
Väster om området ligger Hammarö kyrka och norr därom sticker Hammars udde ut i Hammarösjön. I öster ligger Bärstad med en väg norrut upp mot Tynäsudden. Lövnäs har sommartid från och med den 3 juni 2008 förbindelse med Karlstads centrum genom kollektiv båttrafik.
Nära en småbåtshamn i västra delen av området ligger Lövnäskyrkan, som tillhör Equmeniakyrkan.
Lövnäs var tidigare en egen tätort, men vid tätortsavgränsningen 1970 hade den vuxit ihop med Skoghall. Den sammanvuxna tätorten kallas Skoghall av SCB, men de östra delarna, inklusive Lövnäs, har Hammarö som postadress.